# Анкакэныгтон
Анкакэныгто́н — горный хребет на Дальнем Востоке России. Расположен на побережье лагуны Каныгтокынманкы Чукотского моря в пределах Шмидтовского района Чукотского автономного округа .
Название в переводе с чук. — «морской изгиб».
У южного подножия горного массива находится посёлок Полярный, вдоль юго-западных отрогов проходит автодорога Полярный — Ленинградский.
Наивысшая точка — безымянный пик (404 м), а также гора Аканьюту (333 м) и две вершины — 326 м и 318 м; на последней был установлен телевизионный ретранслятор.
Хребет расположен в зоне субарктического климата, в горной тундре.

## Топографические карты
- Лист карты R-60-XXIX,XXX Полярный. Масштаб: 1 : 200 000. Состояние местности на 1981 год. Издание 1988 г.
- Лист карты R-60-В,Г Полярный. Масштаб: 1 : 500 000. Состояние местности на 1986 год.